# Santiago Gil
Santiago Gil Cardoner är en svensk manusförfattare och före detta popmusiker. 

## Filmmanus
- 1998 – Zingo
- 2002 – Stackars Tom
- 2003 – Håll käften
- 2003 – Mamma pappa barn
- 2008 – Vi hade i alla fall tur med vädret – igen
- 2009 – Jenny ger igen
- 2014 – Micke & Veronica

2016 - Torpederna säsong 2
2017 - Veni Vidi Vici
- 2020 – We Got This (TV-serie)
- 2024 - Välkommen till Sommarland (roman)